# Stagmatoptera
Stagmatoptera es un género de insectos, de la familia Mantidae (mantis), subfamilia de Stagmatopterinae y tribu de Stagmatopterini de la región neotropical.    

## Denominación
- El género fue descrito por el entomólogo argentino Hermann Burmeister en 1838 con el nombre de Stagmatoptera.[1]
- La especie tipo para el género fue definida por el entomólogo alemán Ehrmann en 2002 : Stagmatoptera rogatoria (Stoll) (= praecaria).[2]

## Taxonomía

### Lista de especies
- Stagmatoptera abdominalis (Olivier, 1792)
- Stagmatoptera binotata (Scudder, 1869)
- Stagmatoptera biocellata (Saussure, 1869)
- Stagmatoptera femoralis (Saussure & Zehntner, 1894)
- Stagmatoptera flavipennis (Serville, 1839)
- Stagmatoptera hyaloptera  (Perty, 1833)
- Stagmatoptera luna (Serville, 1839)
- Stagmatoptera nova (Beier, 1930)
- Stagmatoptera pia (Saussure & Zehntner, 1894)
- Stagmatoptera praecaria (Linne, 1758) Especie Tipo
- Stagmatoptera reimoseri (Beier, 1929)
- Stagmatoptera septentrionalis (Saussure & Zehntner, 1894)
- Stagmatoptera supplicaria (Burmeister, 1838)
- Stagmatoptera vischeri